# Rautalampi härad
Rautalampi härad var ett härad i Kuopio län i Finland.
Ytan (landsareal) var 3832,2 km² 1910; häradet hade 31 december 1908 45.451 invånare med en befolkningstäthet av 11,9 inv/km².

## Landskommuner
De ingående landskommunerna var 1910 som följer:
- Hankasalmi
- Leppävirta
- Rautalampi
- Suonenjoki (Suonejoki)
- Varkaus
- Vesanto

Hankasalmi överfördes 1960 till Laukas härad och det nybildade Mellersta Finlands län.